# Arsura
Arsura é uma comuna romena localizada no distrito de Vaslui, na região de Moldávia. A comuna possui uma área de 40.63 km² e sua população era de 1878 habitantes segundo o censo de 2007.